# غوستاف لوند
غوستاف لوند (بالدنماركية: Gustave Lund)‏ (و. م) هو ممثل، ومنتج أفلام، وممثل أفلام، وكاتب سيناريو من الدنمارك، والنرويج.

## وصلات خارجية
- غوستاف لوند على موقع IMDb (الإنجليزية)
- غوستاف لوند على موقع قاعدة بيانات الفيلم (الإنجليزية)

- غوستاف لوند في قاعدة بيانات الأفلام على الإنترنت